# Jimmy Bryan
James Ernest Bryan, ameriški dirkač Formule 1, * 28. januar 1926, Phoenix, Arizona, ZDA, † 19. junij 1960, Langhorne, Pensilvanija, ZDA.
James Ernest Bryan, bolj znan kot Jimmy Bryan, je pokojni ameriški dirkač. Med letoma 1952 in 1960 je sodeloval na prestižni dirki Indianapolis 500, ki je takrat štela tudi za točke prvenstva Formule 1, in zmagal na dirki leta 1958, ter dosegel še drugo mesto na dirki leta 1954 in tretje mesto na dirki leta 1957, istega leta je zmagal tudi na Dirki dveh svetov. Bil je tudi uspešen dirkač serije Champ Car, kjer je dosegel 24 zmag. Leta 1960 se je smrtno ponesrečil na dirki serije Champ Car na dirkališču Langhorne Speedway. Na isti dan sta se smrtno ponesrečila tudi dva dirkača Formule 1 na dirki za Veliko nagrado Belgije, tako da je 19. junij 1960 eden najbolj tragičnih dni v zgodovini motošporta.